# Vata (noble húngaro)
Vata fue un señor noble húngaro de la ciudad de Békés quien encabezó un alzamiento conocido como la «revuelta de Vata» en 1046, buscando reinstaurar la antigua fe húngara y desplazar el cristianismo del Reino de Hungría.
Se ignora las fechas de nacimiento y muerte del noble Vata, solo se sabe con certeza que en 1046 alcanzó el rango más alto entre aquellos que se rebelaron contra el rey Pedro Orseolo de Hungría. Descontentos por la influencia germánica, la mala gestión y muchos atropellos cometidos por el monarca, aunado al clima de inestabilidad existente luego de la muerte de san Esteban I de Hungría en 1038, la población arremetió contra la figura del monarca.
Vata pretendía que Andrés, un descendiente de la casa gobernante, regresase a Hungría y destronase a Orseolo. Consigo también pretendía que Andrés aboliese el cristianismo, y así lo mandó a llamar desde su exilio en el principado de Kiev.
La revuelta de Vata cubriría grandes extensiones del reino, y habría acabado con la vida de incontables ilustres obispos cristianos como san Gerardo Sagredo, así como con la catedral de la ciudad de Székesfehérvár, la corona húngara, entre otros.
Una vez llegado Andrés, sería al poco tiempo coronado como Andrés I de Hungría, y pronto él mismo sofocaría las revueltas paganas y así, Vata pasaría al anonimato tan repentinamente como apareció.